# Panamerikanische Spiele 2019/Leichtathletik – 50 km Gehen der Männer

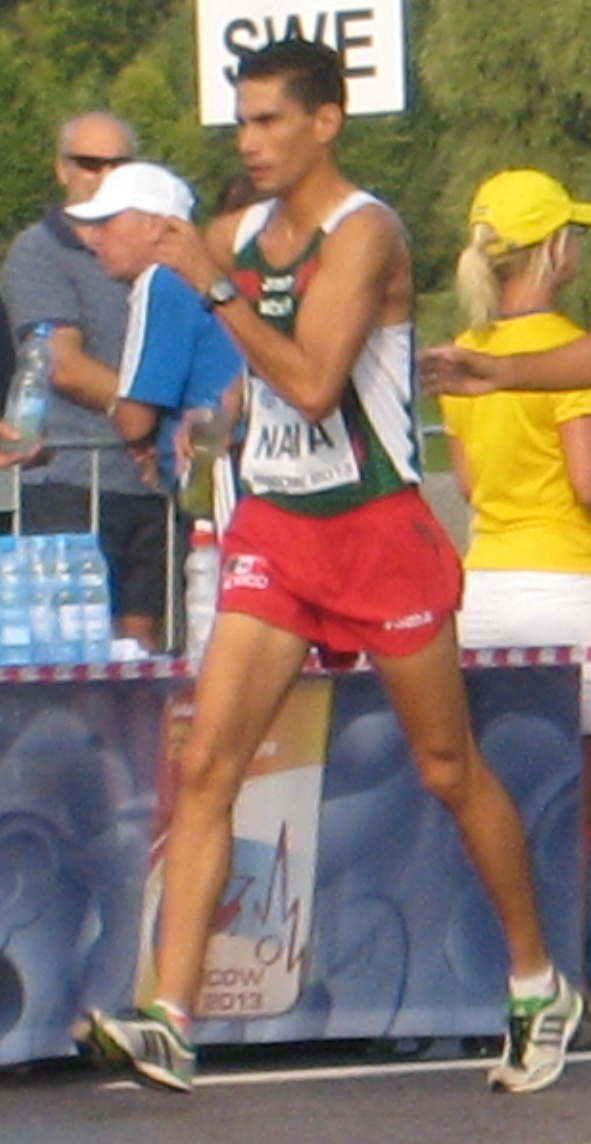
Horacio Nava (2013) gewann die Silbermedaille

Das 50-km-Gehen der Männer bei den Panamerikanischen Spielen 2019 fand am 11. August am Kennedy Park in der peruanischen Hauptstadt Lima statt.
14 Geher aus neun Ländern traten zu dem Wettbewerb an. Die Goldmedaille gewann Claudio Villanueva nach 3:50:01 h, Silber ging an Horacio Nava mit 3:51:45 h und die Bronzemedaille gewann Diego Pinzón mit 3:54:49 h.

## Rekorde
Vor dem Wettbewerb galten folgende Rekorde:
| Weltrekord        | Yohann Diniz      | 3:32:23 h | Europameisterschaften in Zürich, Schweiz              | 15. August 2014 |
| Rekord der Spiele | Carlos Mercenario | 3:47:55 h | Panamerikanische Spiele in Mar del Plata, Argentinien | 24. März 1995   |

## Ergebnis
11. August 2019, 7:00 Uhr
| Platz | Athlet             | Land               | Zeit (h)   |
| ----- | ------------------ | ------------------ | ---------- |
|       | Claudio Villanueva | Ecuador            | 3:50:01 SB |
|       | Horacio Nava       | Mexiko             | 3:51:45 SB |
|       | Diego Pinzón       | Kolumbien          | 3:53:49 PB |
| 4     | Caio Bonfim        | Brasilien          | 3:57:54    |
| 5     | Matthew Forgues    | Vereinigte Staaten | 4:19:28    |
|       | Erick Barrondo     | Guatemala          | DNF        |
|       | Luis Henry Campos  | Peru               | DNF        |
|       | Mathieu Bilodeau   | Kanada             | DNF        |
|       | Nicholas Christie  | Vereinigte Staaten | DNF        |
|       | Bernardo Barrondo  | Guatemala          | DSQ        |
|       | Andrés Chocho      | Ecuador            | DSQ        |
|       | Isaac Palma        | Mexiko             | DSQ        |
|       | Ronal Quispe       | Bolivien           | DSQ        |
|       | Jorge Armando Ruiz | Kolumbien          | DSQ        |